# Renia acclamalis
Renia acclamalis är en fjärilsart som beskrevs av Walker 1858. Renia acclamalis ingår i släktet Renia och familjen nattflyn. Inga underarter finns listade.